# Résolution 1644 du Conseil de sécurité des Nations unies
Membres permanents
- Chine
- États-Unis
- France
- Royaume-Uni
- Russie

Membres non permanents
- Algérie
- Argentine
- Bénin
- Brésil
- Danemark
- Grèce
- Japon
- Philippines
- Roumanie
- Tanzanie

Résolution no 1643 Résolution no 1645
La résolution 1644 du Conseil de sécurité des Nations unies fut adoptée à l'unanimité le 15 décembre 2005. Après avoir rappelé les résolutions 1373 (de 2005), 1566 (de 2004), 1595 (de 2005) et 1636 (de 2005), le Conseil a demandé à la Syrie de répondre à l'enquête de la Commission d'enquête internationale indépendante des Nations unies (en) (UNIIIC) sur l'assassinat de l'ancien Premier ministre libanais Rafiq Hariri, et a prolongé l'enquête jusqu'au 15 juin 2006.
Une version plus forte de la résolution 1644, qui accusait la Syrie d'entraver délibérément l'enquête et élargissait la portée de l'enquête pour inclure d'autres assassinats politiques au Liban a été édulcorée par l'Algérie, la Chine et la Russie.

## Résolution

### Observations
Dans le préambule de la résolution, le Conseil a réitéré sa condamnation de l’assassinat et des autres attaques perpétrées depuis octobre 2004 au Liban, et a souligné que les coupables devraient être tenus pour responsables. Il a examiné un rapport de l'UNIIIC et a félicité la commission de travailler dans des "circonstances difficiles". Tous les États étaient tenus de fournir une assistance si nécessaire à la commission.
Le gouvernement libanais a demandé que l'enquête soit prolongée et qu'un tribunal international soit créé pour juger les responsables de l'attaque. Le Conseil a reconnu que la Syrie avait mis des fonctionnaires disponibles pour interrogatoire, mais restait préoccupé par la performance globale des autorités syriennes dans le cadre de l'enquête.

### Contenu
Agissant en vertu du Chapitre VII de la Charte des Nations unies, le Conseil a prorogé le mandat de l'UNIIIC jusqu'au 15 juin 2006, autorisant de nouvelles prorogations si nécessaire. Il a estimé que le gouvernement syrien n'avait pas coopéré pleinement à l'enquête, comme l'exigeait la résolution 1636, et a souligné l'obligation de la Syrie de le faire.
La commission a été priée de faire un rapport tous les trois mois sur l’état d’avancement de l’enquête au Conseil de sécurité. Le Conseil a pris acte de la suggestion libanaise selon laquelle les personnes accusées d’implication dans l’attentat à la bombe devaient être jugées par un tribunal international et a chargé le Secrétaire général Kofi Annan d’aider le gouvernement libanais à identifier la nature et la portée d’un tel tribunal.